# Setmana Mundial de la Lactància Materna
La Setmana Mundial de la Lactància Materna se celebra de l'1 al 7 d’agost des de 1992 per donar suport a la lactància materna, amb l’objectiu de sensibilitzar sobre la seva importància i promoure-la com a primera opció per a totes les mares que la puguin dur a terme. Va ser establerta per l’Organització Mundial de la Salut (OMS), el Fons de les Nacions Unides per a la Infància (UNICEF) i en col·laboració amb l’Aliança Mundial pro Lactància Materna (WABA) el 1991.

## Proclamació
La Setmana Mundial de la Lactància Materna va ser concebuda el 1991 per WABA en col·laboració amb l’OMS i UNICEF, i desenvolupada com una campanya global per promoure i donar suport a la lactància materna arreu del món, basant-se en la Declaració d'Innocenti de 1990, amb l’objectiu de sensibilitzar sobre els beneficis de la lactància i promoure entorns favorables perquè les mares puguin alletar, en qualsevol espai, ja sigui en un espai públic com en el lloc de treball.
L’any 2018, l’Assemblea Mundial de la Salut va adoptar una resolució que va reafirmar aquesta campanya com una estratègia clau de promoció de la salut. A més, la campanya s’ha alineat amb els Objectius de Desenvolupament Sostenible (ODS) des de 2016, integrant temes anuals com els sistemes de salut, el suport comunitari, la feina i l’ecologia.
Un altre moment destacat d’aquesta iniciativa va ser la Declaració d'Innocenti del 2005, aprovada amb motiu del 15è aniversari de la declaració original de 1990. Aquesta nova versió ampliava a nou els principis dedicats a la protecció, foment i suport de la lactància materna i també incloïa les pràctiques d’alimentació infantil en el seu conjunt. Subratllava les responsabilitats de totes les parts implicades i la necessitat de crear un entorn que permeti a les mares prendre decisions informades sobre l’alletament.

## Celebració
Aquesta setmana se celebra de l’1 al 7 d’agost, una data escollida en commemoració de la Declaració d’Innocenti de 1990, que va establir compromisos globals per protegir i promoure la lactància materna. La primera celebració va tenir lloc el 1992, organitzada per WABA, i des de llavors se celebra anualment amb un lema específic que varia cada any per enfocar temes rellevants com el suport a les mares al lloc de treball i a la comunitat.
Durant aquesta setmana es duen a terme diverses activitats, incloent-hi campanyes de sensibilització, tallers educatius i programes de suport a les mares per fomentar la lactància materna exclusiva durant els primers sis mesos de vida del nadó. La campanya també promou la creació de polítiques públiques i legislacions que protegeixin el dret d’alletar.

## Lemes
Cada any, la Setmana Mundial de la Lactància Materna es commemora amb un lema específic que centra l'atenció en un aspecte rellevant de la promoció i el suport a la lactància materna. Aquests lemes ajuden a orientar les activitats, campanyes i iniciatives que tenen lloc arreu del món durant la celebració.
- 1992: Baby-Friendly Hospital Initiative (‘Iniciativa: Hospital amic del nadó’)
- 1993: Mother-Friendly Workplace Initiative (‘Lloc de treball favorable a la mare’)
- 1994: Protect Breastfeeding: Making the Code Work (‘Protegir la lactància materna: Fer que el codi funcioni’)
- 1995: Breastfeeding: Empowering Women (‘Lactància materna: Apoderant les dones’)
- 1996: Breastfeeding: A Community Responsibility (‘Lactància materna: Una responsabilitat comunitària’)
- 1997: Breastfeeding: Nature's Way (‘Lactància materna: La via natural’)
- 1998: Breastfeeding: The Best Investment (‘Lactància materna: La millor inversió’)
- 1999: Breastfeeding: Education for Life (‘Lactància materna: Educació per a la vida’)
- 2000: Breastfeeding: It's Your Right (‘Lactància materna: És el teu dret’)
- 2001: Breastfeeding in the Information Age (‘Lactància materna en l’era de la informació’)
- 2002: Breastfeeding: Healthy Mothers and Healthy Babies (‘Lactància materna: Mares sanes i nadons sans’)
- 2003: Breastfeeding in a Globalised World for Peace and Justice (‘Lactància materna en un món globalitzat per la pau i la justícia’)
- 2004: Exclusive Breastfeeding: the Gold Standard Safe, Sound, Sustainable (‘Lactància materna exclusiva: L’estàndard d’or segur, saludable i sostenible’)
- 2005: Breastfeeding and Family Foods: Loving & Healthy (‘Lactància materna i alimentació familiar: Amorosa i saludable’)
- 2006: Code Watch – 25 Years of Protecting Breastfeeding (‘25 anys vigilant el codi per protegir la lactància materna’)
- 2007: Breastfeeding: The 1st hour (‘Lactància materna: La primera hora’)
- 2008: Mother Support: Going for the Gold (‘Suport a la mare: A la recerca de l’or’)
- 2009-2010: Breastfeeding – Just 10 Steps! The Baby-Friendly Way (‘Lactància materna – Només 10 passos! La via favorable per al nadó’)
- 2011: Breastfeeding: A 3D Experience (‘Lactància materna: Una experiència 3D’)
- 2012-2013: Breastfeeding Support: Close to Mothers (‘Suport a la lactància materna: A prop de les mares’)
- 2014: Breastfeeding: A Winning Goal For Life! (‘Lactància materna: Un objectiu guanyador per a la vida!’)
- 2015: Breastfeeding and Work: Let's Make It Work! (‘Lactància materna i feina: Fem-la compatible!’)
- 2016: Breastfeeding: A Key to Sustainable Development (‘Lactància materna: Una clau per al desenvolupament sostenible’)
- 2017: Sustaining Breastfeeding Together (‘Sostenint la lactància materna plegats’)
- 2018: Breastfeeding: Foundation of Life (‘Lactància materna: Fonament de la vida’)
- 2019: Empower Parents, Enable Breastfeeding – Now and for the Future! (‘Apodera els pares, facilita la lactància materna – Ara i per al futur!’)
- 2020: Support Breastfeeding for a Healthier Planet! (‘Dona suport a la lactància materna per a un planeta més saludable!’)
- 2021: Protect Breastfeeding: A Shared Responsibility (‘Protegir la lactància materna: Una responsabilitat compartida’)
- 2022: Step Up for Breastfeeding: Educate and Support (‘Impulsa la lactància materna: Educa i dona suport’)
- 2023: Enabling Breastfeeding: Making a Difference for Working Parents (‘Marcant la diferència per als progenitors que treballen')
- 2024: Closing the Gap: Breastfeeding Support for All (‘Tancar la bretxa: Suport a la lactància materna per a tothom’)
- 2025: Prioritise Breastfeeding: Create Sustainable Support System ('Prioritzar la lactància materna: crear un sistema de suport sostenible')